# Ray Dixon
Ray Dixon, es un personaje ficticio de la serie de televisión británica EastEnders interpretado por el actor Chucky Venn desde el 10 de enero del 2012, hasta el 28 de mayo del 2013.

## Biografía
Apareció por primera vez en la cuadra cuando Whitney Dean lo llamó para que visitara a su hijo, quien había estado haciendo preguntas acerca de su padre biológico, a su llegada se revela que Ray años atrás salió con Bianca Branning, que él es el padre biológico de Morgan Butcher y que no sabía de la existencia de Morgan hasta que Whitney lo llamó. 
Poco después de su llegada Ray comienza una relación con Kim Fox, sin embargo a finales de año en año nuevo Ray decide terminar su relación con Kim después de haber besado a su hermana Denise. Poco después Kim decide perdonarlo y regresan, pero cuando se da cuenta de que Ray en realidad no la conoce como creía decide terminar con él.
En mayo del 2013 Ray decide irse de Walford para estar cerca de su hija Sasha Dixon.